# Rząd Gintautasa Paluckasa
Rząd Gintautasa Paluckasa – dziewiętnasty rząd Republiki Litewskiej od ogłoszenia niepodległości w 1990, działający od 12 grudnia 2024. Zastąpił gabinet Ingridy Šimonytė.
Powstał po wyborach parlamentarnych z 13 i 27 października 2024, wygranych przez Litewską Partię Socjaldemokratyczną (LSDP). Kilka dni po drugiej turze głosowania liderka socjaldemokratów Vilija Blinkevičiūtė oświadczyła, że nie stanie na czele rządu, co motywowała swoim wiekiem i stanem zdrowia. Kierownictwo partii na funkcję premiera zaproponowało swojego byłego przewodniczącego Gintautasa Paluckasa. Do nowej koalicji zaproszono Związek Demokratów „W imię Litwy” (DSVL) Sauliusa Skvernelisa i Świt Niemna (NA) Remigijusa Žemaitaitisa. Decyzja o włączeniu do niej ostatniego z tych ugrupowań wywołała pewną krytykę i protesty – głównie z powodu zarzutów o antysemityzm pod adresem jego lidera. Współpracę tę za błąd uznał prezydent Gitanas Nausėda, który zadeklarował odmowę powołania na ministrów osób rekomendowanych przez NA. Remigijus Žemaitaitis zadeklarował natomiast, że kandydaci wysunięci przez Świt Niemna nie będą członkami tej partii.
19 listopada 2024 prezydent przedstawił Sejmowi kandydaturę Gintautasa Paluckasa na premiera. Litewski parlament, większością 88 głosów, zatwierdził go dwa dni później. Również 21 listopada 2024 prezydent powołał go na to stanowisko, wyznaczając 15 dni na sformowanie rządu. 4 grudnia Gitanas Nausėda zaaprobował zaproponowanych kandydatów na ministrów; nie wskazano jednak wówczas kandydatów na ministrów środowiska i sprawiedliwości (z puli NA). Kandydaci na te dwa stanowiska zostali zatwierdzeni przez prezydenta tydzień później.
Gabinet rozpoczął urzędowanie 12 grudnia 2024 po zatwierdzeniu programu rządowego przez parlament (85 głosów za, przy 14 przeciw i 28 wstrzymujących się) oraz po zaprzysiężeniu członków rządu.

## Skład rządu
| Funkcja                           | Minister               | Partia       | Okres urzędowania | Okres urzędowania |
| Funkcja                           | Minister               | Partia       | od                | do                |
| --------------------------------- | ---------------------- | ------------ | ----------------- | ----------------- |
| premier                           | Gintautas Paluckas     | LSDP         | 12 grudnia 2024   |                   |
| minister finansów                 | Rimantas Šadžius       | LSDP         | 12 grudnia 2024   |                   |
| minister obrony narodowej         | Dovilė Šakalienė       | LSDP         | 12 grudnia 2024   |                   |
| minister spraw zagranicznych      | Kęstutis Budrys        | bezp. (LSDP) | 12 grudnia 2024   |                   |
| minister energetyki               | Žygimantas Vaičiūnas   | DSVL         | 12 grudnia 2024   |                   |
| minister środowiska               | Povilas Poderskis      | bezp. (NA)   | 12 grudnia 2024   |                   |
| minister komunikacji              | Eugenijus Sabutis      | LSDP         | 12 grudnia 2024   |                   |
| minister zdrowia                  | Marija Jakubauskienė   | bezp. (LSDP) | 12 grudnia 2024   |                   |
| minister rolnictwa                | Ignas Hofmanas         | bezp. (NA)   | 12 grudnia 2024   |                   |
| minister kultury                  | Šarūnas Birutis        | LSDP         | 12 grudnia 2024   |                   |
| minister sprawiedliwości          | Rimantas Mockus        | bezp. (NA)   | 12 grudnia 2024   |                   |
| minister spraw wewnętrznych       | Władysław Kondratowicz | bezp. (LSDP) | 12 grudnia 2024   |                   |
| minister edukacji, nauki i sportu | Raminta Popovienė      | LSDP         | 12 grudnia 2024   |                   |
| minister gospodarki i innowacji   | Lukas Savickas         | DSVL         | 12 grudnia 2024   |                   |
| minister pracy i opieki socjalnej | Inga Ruginienė         | bezp. (LSDP) | 12 grudnia 2024   |                   |